# Climat

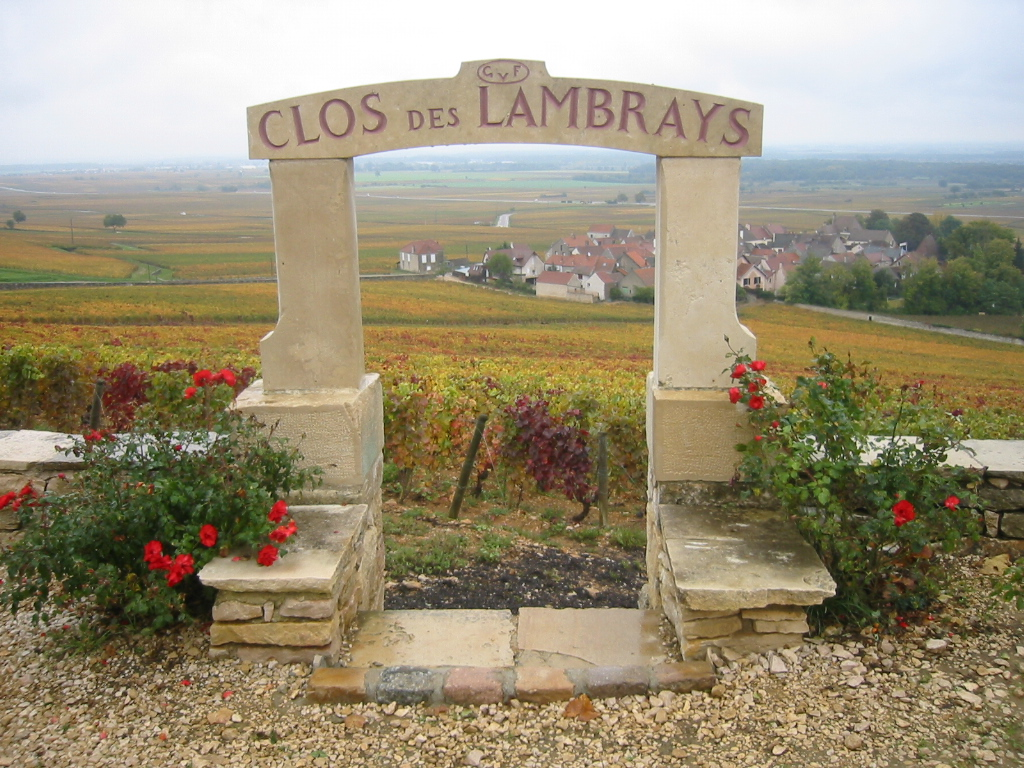
Il Clos des Lambrays è un climat nel comune di Morey-Saint-Denis classificato come grand cru dal 1981, formando con i suoi 5 ettari 71 are e 87 centiare un'unica piccola Appellation d'origine contrôlée (divisa in due appezzamenti di cui il più piccolo è di sole 4,2 are).

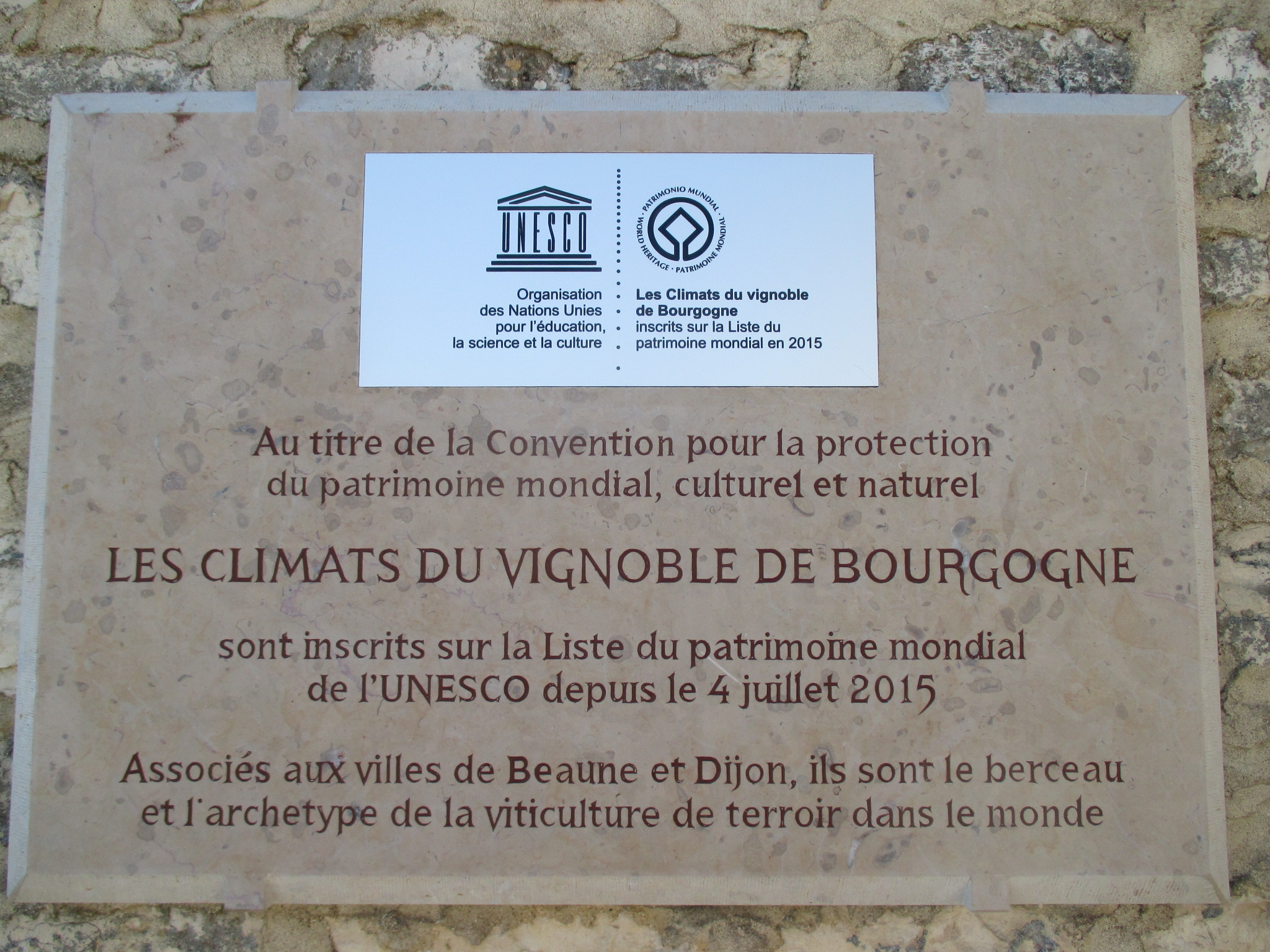
Targa dei "Climat dei vigneti della Borgogna", a Clos de Vougeot

Un climat, nel caso dei vigneti della Borgogna, è una località dedita alla viticoltura. Si tratta di una denominazione geografica delimitata e gerarchica, che costituisce, in tutto o in parte, una o più Appellation d'origine contrôlée, assimilate ad una regione viticola. Il luogo caratterizza il vino e, viceversa.

## Definizione
Tutti i climat della Borgogna sono designati da un toponimo che di solito è antico e sono chiaramente delimitati sulle mappe catastali. Un climat è molto spesso suddiviso in più lotti ciascuno con un proprietario diverso. In alcune eccezioni, situazioni di monopolio, il proprietario possiede l'intero climat. Queste località possono rappresentare un'intera denominazione, come Romanée-Conti, ma possono essere solo sotto-parti della denominazione.
La loro superficie varia da poche are per i più piccoli (0,108 per "La Toppe au Vert" in AOC Corton, nel comune di Ladoix-Serrigny) a poche decine di ettari per quelli più grandi (40,9 ettari per il "Beaumont" a Chorey-les-Beaune e 31,3 ettari per "Les Grèves" a Beaune).
Ci sono 1.463 climats in tutti i vigneti della Borgogna, di cui 1.247 lungo la Côte-d'Or (Côtes de Nuits e de Beaune, che formano una striscia di terra di oltre 60 km di lunghezza per un massimo di tre di larghezza), ogni comune vitivinicolo ne conta diverse dozzine.
Ogni climat è contraddistinto da un pendio (che favorisce il drenaggio), un terreno (argilla o ghiaia), un sottosuolo (pietra calcarea o marna), dall'esposizione al sole (il Côte d'Or è esposto principalmente verso est, ma ci sono sfumature dovute alle valli), un microclima (a volte con caratteristiche submediterranee, anche semiaride) e una storia specifica (alcuni climat sono stati individuati sin dal Medioevo).

## Storia
Se le tracce più antiche della viticoltura in Borgogna risalgono alla fine del I secolo (riportate alla luce durante gli scavi a Gevrey-Chambertin nel 2008-2009), la prima menzione di un luogo detto viticolo risale all'anno 640, concernente il Clos de Bèze a Gevrey-Chambertin. Alla fine del Medioevo emersero degli ordinati appezzamenti di vigneto, sotto l'influenza dei capitoli delle cattedrali, delle abbazie, della corte ducale di Digione e delle élite urbane (parlamentari e borghesia) che svilupparono la viticoltura sui migliori terreni.
La parola climat ebbe origine nella regione parigina, poi si sviluppò nell'Yonne dove si trova una menzione nel 1537, prima di estendersi alla Côte-d'Or nel XVI secolo e poi nello Chalonnais nel 1650. Ha poi un significato più generale, un climat agricolo.

### Epoca moderna
La prima menzione della parola "climat" per indicare un vigneto è negli archivi del Petit Pontigny a Chablis, in un documento del 5 settembre 1572. Erano gli ufficiali reali, i parlamentari e i ricchi investitori che apprezzavano questo termine associandolo al concetto di qualità. Nel XVIII secolo, furono i primi commercianti di vino a diffondere l'uso della parola climat. Nel 1728 Claude Arnoux stampò la sua Dissertation sur la situation de la Bourgogne, sur les vins qu'elle produit, in cui menzionava i climat più famosi.

### Epoca contemporanea
La classificazione sistematica dei diversi climat venne effettuata a metà del XIX secolo, con in particolare quelli di Morelot nel 1831, di Lavalle nel 1855, e poi quello del Comité d'agriculture de Beaune nel 1861.
Nella seconda metà del XIX secolo, la notorietà di certi climat era tale che diversi comuni della costa ottennero di dare il loro nome a quello di un loro climat: Gevrey con Chambertin, Morey con Clos Saint-Denis, Chambolle con Musigny, Vosne con Romanée, Nuits-Saint-Georges con Saint-Georges, Aloxe con Corton, Pernand-Vergelesses con Vergelesses, Auxey-Duresses con Duresses, Puligny-Montrachet e Chassagne-Montrachet con Montrachet. Le denominazioni dei grands crus risalgono agli anni 1930, i "premier crus" sono stati creati con decreto del 3 aprile 1942, con elenchi stabiliti gradualmente dal 1943 (alcune denominazioni sono ancora in fase di negoziazione sul loro elenco, come per il Saint-Romain).
A seconda dei tempi e della loro valutazione, la quantità di climat differenziati potrebbe aumentare o diminuire.

### Lista del patrimonio mondiale dell'Unesco

#### Procedura
I climat della Borgogna sono inclusi nella procedura di classificazione del Patrimonio dell'umanità dell'UNESCO dal 2006, quando la richiesta venne lanciata a novembre in occasione dell'asta del vino Hospices de Beaune, alla presenza di Aubert de Villaine che divenne presidente dell'associazione.
Nell'aprile 2009 è stata inserita nell'elenco indicativo dei beni francesi e ha ricevuto un parere favorevole dai Ministeri della cultura e dell'ecologia.
Per tre anni, dal 2009 al 2012, un comitato di trentasei scienziati, geologi, storici, geografi, climatologi, linguisti, sociologi, biologi e ingegneri agrari dimostrarono l'“eccezionale valore universale" del sito secondo i criteri Unesco al fine di costituire il fascicolo di candidatura e propone gli strumenti per la futura gestione e tutela.
Lo Stato francese ha selezionato il fascicolo nel dicembre 2013, che il 13 gennaio 2014 è stato presentato, dal Ministro Aurélie Filippetti, all'Unesco. Quest'ultimo nel marzo 2014 ha confermato la completezza del fascicolo e la sua registrazione nelle candidature.
Dall'autunno 2014 al giugno 2015, gli esperti internazionali hanno esaminato il fascicolo, gli organi consultivi (International Council of Monuments and Sites (ICOMOS) o/e International Union for the Conservation of Nature (IUCN)) hanno dato la loro valutazione e l'area geografica è stata studiata per valutarne la rilevanza
Il dossier è stato finalmente accettato dal Comitato del Patrimonio Mondiale il 4 luglio 2015, durante la sua riunione a Bonn.
L'area geografica si estende dalla denominazione maranges a sud, passando per Beaune al centro, fino alla denominazione marsannay a nord; la città di Digione, che non ha più un vigneto, è inclusa in una zona separata.

#### Protezione e rischi
I fascicoli di valutazione sui fattori che possono influenzare la proprietà e le problematiche della sua conservazione sono stati analizzati nel 2017 e nel 2018 e sono stati segnalati i rischi associati:
- lo sfruttamento delle cave di pietra a Comblanchien
- gli impatti delle attività turistiche e ricreative dei visitatori
- il quadro giuridico delle zone
- la governance
- il sistema di gestione e il piano di gestione del bene.

## Legislazione
L'attribuzione del nome di un climat a un vino è inquadrata dalla legislazione francese relativa alle varie Appellation d'origine contrôlée (AOC) e AOP, obbedendo a una gerarchia. Per ragioni commerciali, le specificazioni delle denominazioni possono raggruppare più climat all'interno di uno, scelto secondo un toponimo di pregio (i controesempi sono il "Noyer du Pendu" a Morey-Saint-Denis o il "Queue de Hareng" a Brochon). Un "cru" può essere composto da uno o più climat, proprio come un "clos" che designa una vecchia proprietà (non sempre circondata da mura). È un po' l'equivalente del "castello bordolese", ma invece di enfatizzare la proprietà e il marchio, viene messo sul nome del terroir stesso.
Nel caso di una Appellation d'origine contrôlée Grand Cru, un unico climat costituisce generalmente l'intera area di produzione. Ci sono tre eccezioni, lo Chablis Grand Cru suddiviso in sette climat, il Charlemagne in due e il Corton in ventitré.
Nel caso di una denominazione comunale, i climat considerati i migliori sono classificati come "premiers crus" (562 climat sono classificati in questo modo). Il disciplinare ciascuna delle denominazioni interessate specifica l'elenco e le condizioni di produzione (in particolare rese leggermente inferiori e un grado alcolico leggermente superiore). Sulle etichette il nome dell'AOC comunale deve essere seguito dal nome del climat classificato come premier cru (esempio: morey-saint-denis premier cru Clos des Ormes).
Infine, un vino a denominazione comunale o regionale può portare il nome del suo climat di origine. Ad esempio, per il Borgogna AOC regionale, c'è Borgogna-la-Chapelle-Notre-Dame a Ladoix-Serrigny o il Borgogna Montrecul a Digione.

Un esempio di climat, l'Île des Hautes Vergelesses
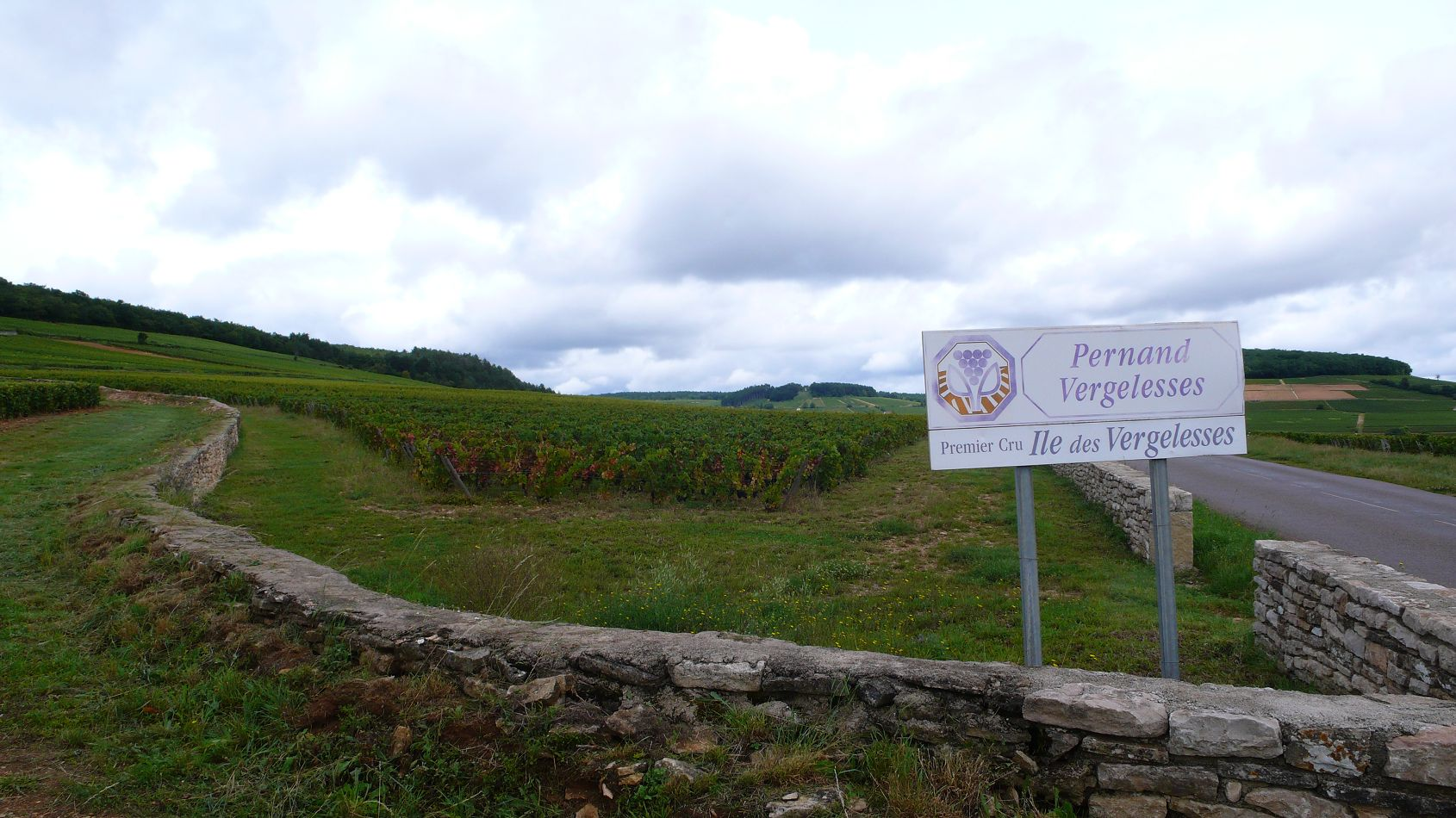
Il Clos de l'Île des Vergelesses si trova a mezza costa, in falsopiano esposto a est, su terreno argilloso sottostante e più calcareo sopra. Questo è un premier cru Bourgogne all'interno della denominazione Pernand-Vergelesses.
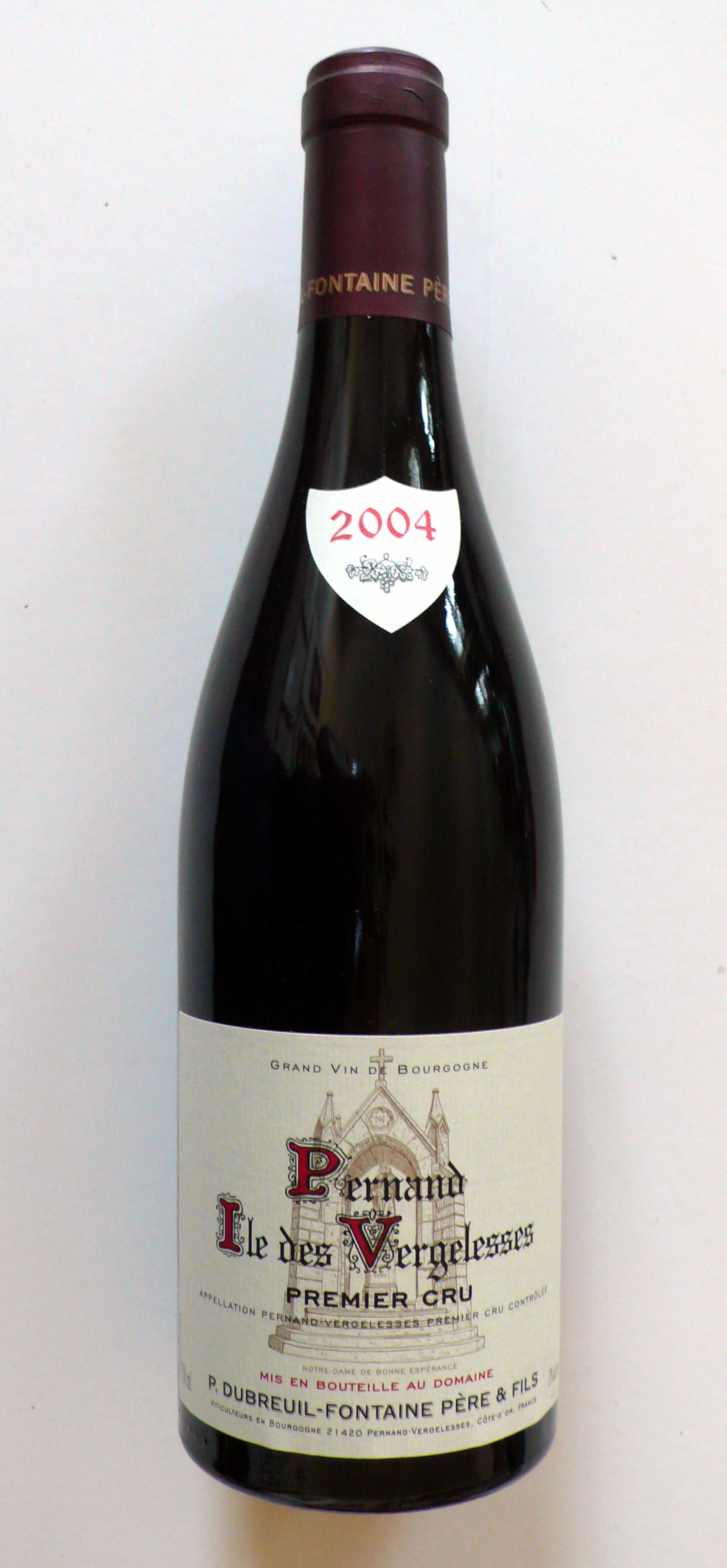
Uno dei vini prodotti, l'etichetta menziona l'AOC, il climat e la sua classificazione.